# Gezamenlijke Lijst
De Gezamenlijke Lijst (Arabisch: القائمة المشتركة Al-Qaima al-Mosjtaraka, Hebreeuws: הרשימה המשותפת HaResjima haMesjutefet) is een Israëlische politieke lijstverbinding, bestaande uit drie van de vier grootste partijen die de belangen van Arabische Israëliërs belangen behartigen.

## Ontstaan en verloop
De Gezamenlijke Lijst is opgericht in 2015 in verband met een verhoging van de kiesdrempel. De alliantie haalt behalve een grote percentage van de Arabische stemmen (in 2015 geschat op 82%) een groeiend aantal stemmen van linkse Joodse stemmers die voorheen grotendeels op Hadash of Meretz stemden. In januari 2019 scheidde Ta'al zich af, waarna de alliantie zich ophief. In de verkiezing van april 2019 deden daarom twee Arabische lijsten mee: Hadash-Ta'al en Ra'am-Balad, die in totaal tien zetels behaalde. Om de Arabische vertegenwoordiging te verhogen verenigde de lijsten zich weer voor de verkiezingen van september 2019 en in 2020, waarbij het in 2020 een recordaantal zetels behaalde, namelijk vijftien. Tot 2021 maakte ook de partij Ra'am (Verenigde Arabische Lijst) deel uit van de Gezamenlijke Lijst. Ra'am verliet de lijstverbinding om zelfstandig mee te doen aan de Israëlische parlementsverkiezingen 2021, waarbij het 4 zetels won. De Gezamenlijke Lijst kreeg zelf 6 zetels, een dieptepunt voor de partij.

## Deelnemende partijen
De drie partijen die deel vormen van de Gezamenlijke Lijst zijn:
- Hadasj (Democratische Front voor Vrede en Gelijkheid), een uitgesproken socialistische partij onder leiderschap van Ayman Odeh.[2]
- Balad (Nationaal-Democratische Unie), een panarabistische partij onder leiderschap van Mtanes Shehadeh.[3]
- Ta'al (Arabische Lijst voor Vernieuwing), een centrumpartij onder leiderschap van Ahmad Tibi.
- Ra'am (Verenigde Arabische Lijst) - tot 2021.

De partijen verschillen in richting en werken grotendeels uit noodzaak samen. Ze hebben samen een wens voor de tweestatenoplossing en het behartigen van Arabische Israëlische interesses gemeen.

## Aanleiding
Het opzetten van een gezamenlijke lijst was het gevolg van het verhogen van de kiesdrempel van 2 naar 3,25 procent begin 2014, waardoor deze partijen mogelijkerwijs niet meer in de nieuwe Knesset vertegenwoordigd zouden raken. Op 23 januari 2015 werd daarom deze gezamenlijke lijst opgericht. Toenmalig minister van Buitenlandse Zaken Avigdor Lieberman van Yisrael Beiteinu had hierop aangedrongen omdat hij de Arabische partijen als een vijfde colonne beschouwt. Stonden de partijen in eerste instantie wat gereserveerd tegen een samen optrekken, druk vanuit de Arabisch-Israëlische bevolking gaf de doorslag om toch hiertoe over te gaan. Als Gezamenlijke Lijst hoopte ze een bijdrage te kunnen leveren in het voorkomen van nog een kabinet Netanyahu door de Zionistische Unie van dienst te kunnen zijn een nieuwe regering te vormen, maar door een tegenvallende uitslag voor laatstgenoemde ging dit niet door.
Alhoewel de Gezamenlijke Lijst voor de verkiezingen geen overeenkomst heeft gesloten, wil zij wel samenwerken met centrumlinkse Joodse oppositiepartijen in geval er sprake is van samenvallende punten. Om haar achterban beter te kunnen bedienen, had ze na afloop van de verkiezingen van 2015 de twee zetels van de commissie van buitenlandse zaken en defensie waar ze als derde partij in de Knesset recht op had voor die van financiën ingeruild.

## Foto's

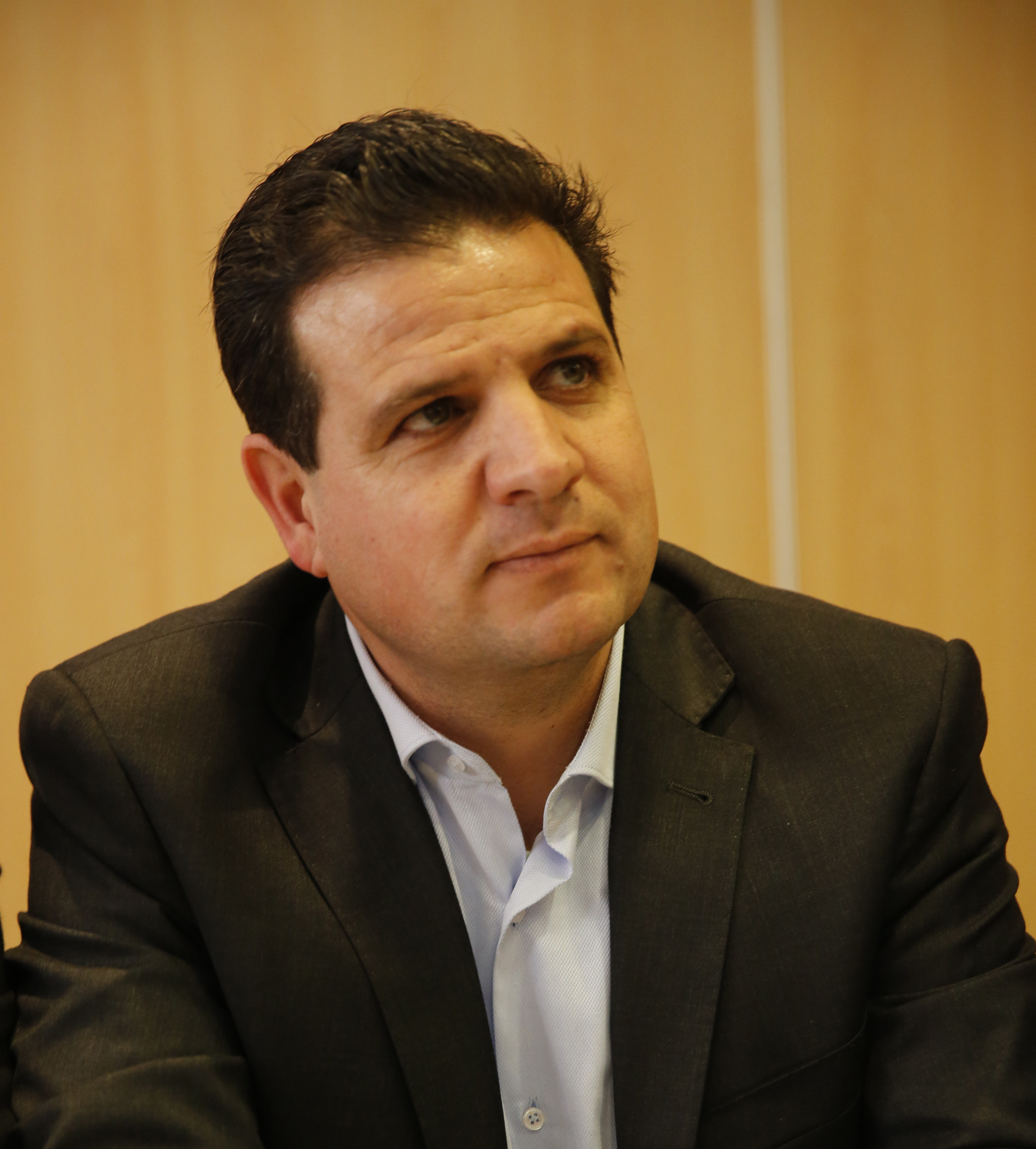
Partijleider Ayman Odeh (politiek leider van Hadash)
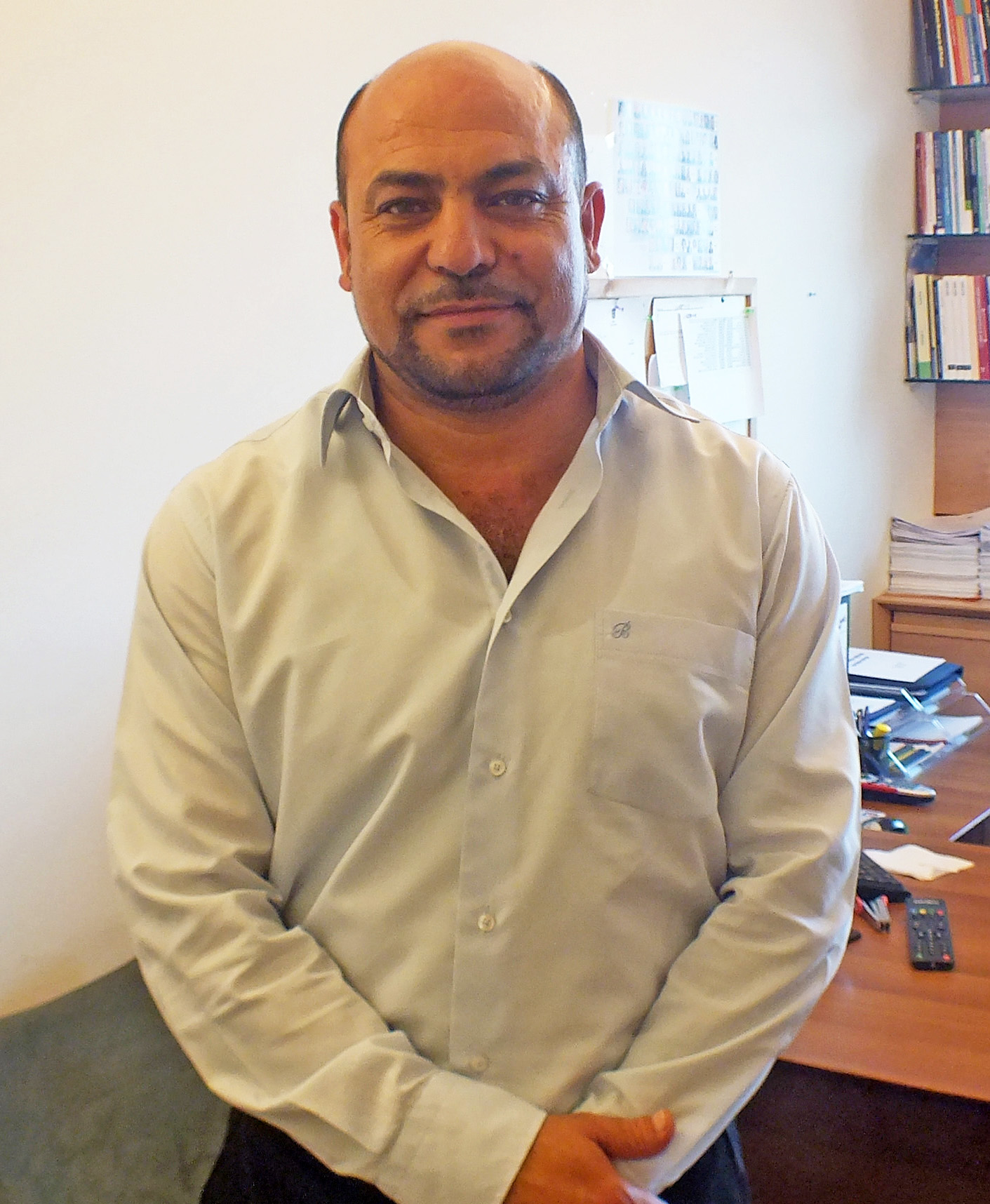
Fractievoorzitter Masud Ghnaim (politiek leider van Ra'am)
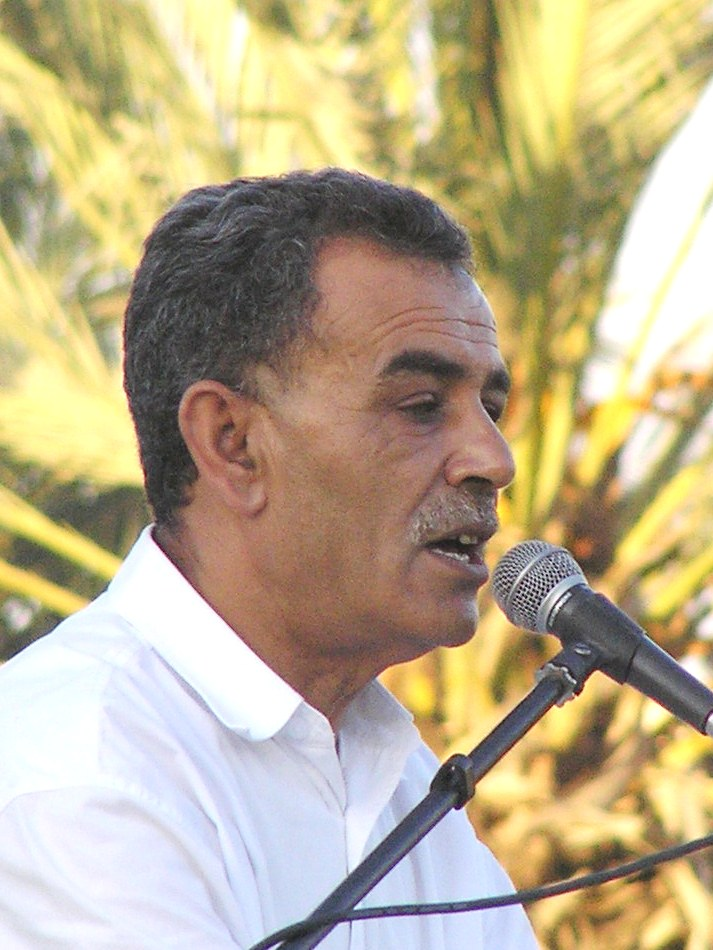
Jamal Zahalka (politiek leider van Balad)
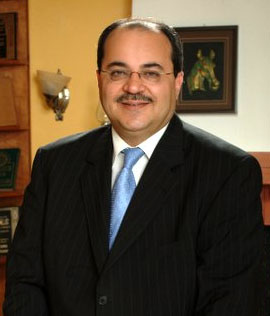
Ahmad Tibi (politiek leider van Ta'al)
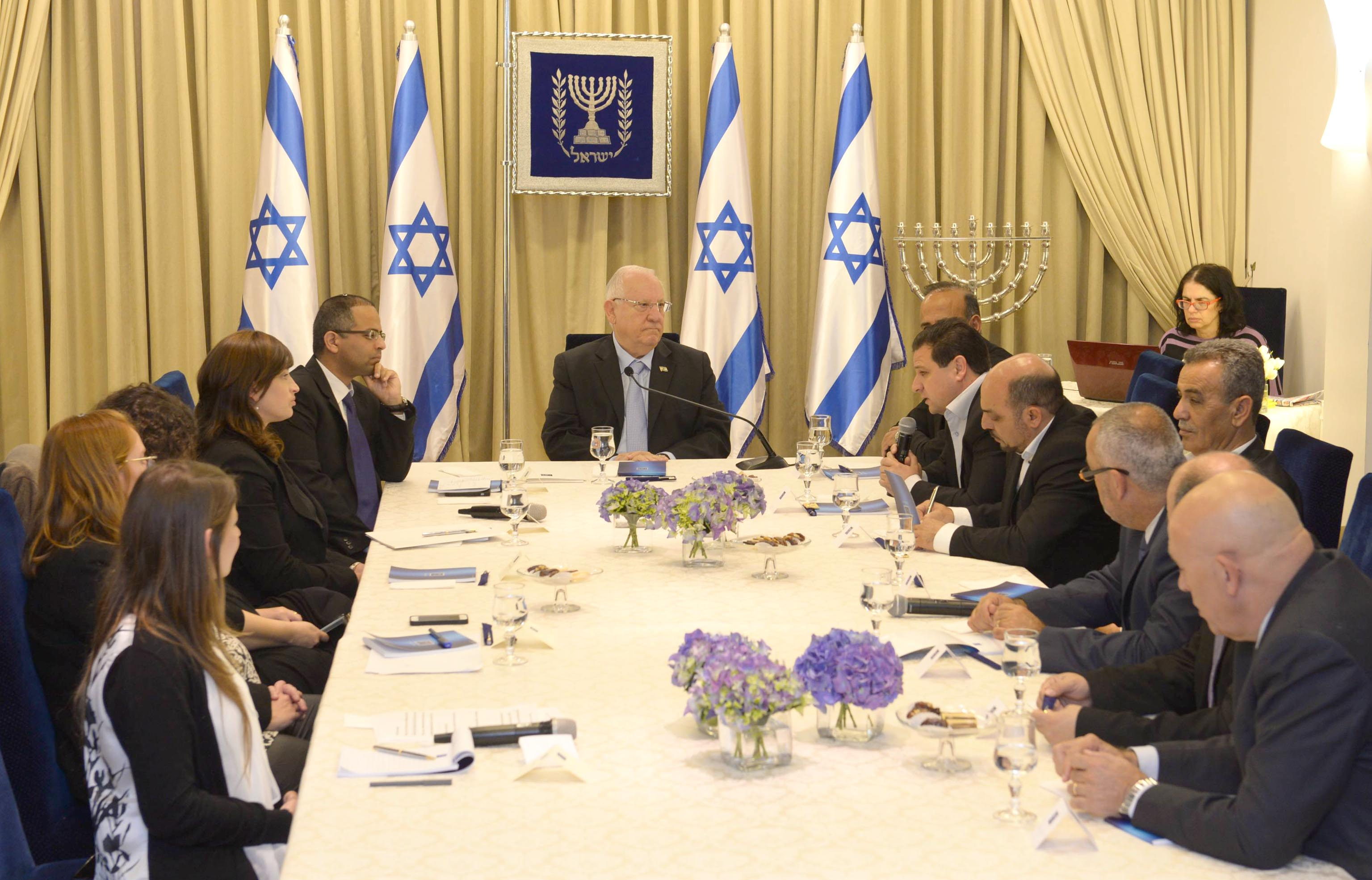
De Gezamenlijke Lijst na de 20e Knessetverkiezingen door president Reuven Rivlin geraadpleegd